# Nederlands in de IJsselmeerpolders
De taal van de grootschalige Zuiderzee- en IJsselmeerpolders is in de twintigste eeuw ontstaan toen deze polders gekoloniseerd werden door bewoners van het 'oude land'. Gewoonlijk is de spreektaal daar een vorm van Algemeen Nederlands, maar door de herkomst van de immigranten raakte hun gemeenschappelijke spraak (en die van de latere generaties) wel regionaal gekleurd. Door de korte geschiedenis van de polders konden dialectologen de hele taalontwikkeling tot nu toe vastleggen. Veel onderzoek werd verricht door Harrie Scholtmeijer.

## Wieringermeer
De Wieringermeer viel droog in 1930 en werd sinds 1934 gekoloniseerd. De kolonisten waren voornamelijk afkomstig uit Noord-Holland, dus uit de randgebieden van de polder. Zij hadden in principe het West-Fries als moedertaal. Toch waren er ook Friezen, Groningers en mensen uit zuidelijker streken bij. Hierdoor ontstond er de noodzaak met elkaar in het Nederlands te communiceren.
Al in 1936 werd er vanuit het Meertens Instituut een bevolkingsonderzoek gehouden, waar de gehele Wieringermeer aan meedeed. Hoewel men een hoop gegevens verzamelde, waren de conclusies relatief mager. Een interessant verschijnsel was dat bijna 30 procent van de inwoners weleens skip voor schip zei (de begincluster sk- is een prominent kenmerk van de Noord-Hollandse dialecten). P.J. Meertens meende dat dit kenmerk wel zou verdwijnen, want het was maar een minderheid die het gebruikte. Iedereen wilde eigenlijk zo goed mogelijk Nederlands spreken en latere generaties zouden het zonder problemen op school leren. Later onderzoek in de jaren tachtig wees echter uit dat toen nog altijd ongeveer twintig procent dit kenmerk in zijn spraak had.

## Noordoostpolder
In de Noordoostpolder, die tijdens de Tweede Wereldoorlog droogviel, vestigden de eerste bewoners zich tijdens de Wederopbouw. Anders dan bij de Wieringermeer, waar de nieuwelingen in hoge mate op zichzelf waren aangewezen, regelde de overheid voor deze polder veel van tevoren. Uit alle delen van het land, uitgezonderd uit Utrecht en Limburg, kwamen aanzienlijke aantallen kolonisten, en die werden allen zo gelijkmatig mogelijk over de verschillende dorpen verdeeld. Plannen om in het ene dorp Friezen, in het andere Brabanders, in het derde Zeeuwen enz. te huisvesten werden verworpen omdat men bang was voor kliekvorming naar godsdienst of afkomst. Dit zorgde ervoor dat het gebruik van het Algemeen Nederlands sterk voor de hand lag, omdat men zich daarmee het best verstaanbaar kon maken. Bovendien had in de tussentijd de radio ook op het platteland zijn intrede gedaan, zodat de plattelandsbewoners het Nederlands niet alleen meer op school en in de kerk hoorden. Veelal hield men thuis onder elkaar het eigen dialect aan, maar voedde men de kinderen wel in het Nederlands op. Een uitzondering waren de Friezen: zij vormden een van de grootste gemeenschappen in de polder, hun oorspronkelijke woongebied ligt dicht tegen de Noordoostpolder aan en de taalhouding van de Friezen neigt naar het behoud van de eigen taal. Zodoende is het Fries nog veel te horen in de polder. Ook naar de polder verhuisde Urkers vormen nog hechte gemeenschappen en blijven onder elkaar het Urkers gebruiken.
Al met al heeft dit ertoe geleid dat de taal van de Noordoostpolder een redelijk gemiddeld Nederlands is. Toch is er een lichte regionale kleuring in te bespeuren: de taal wordt met een noordelijk accent uitgesproken en kent enkele uitdrukkingen die op het oude land ook gebruikelijk zijn.

## Zuidelijke IJsselmeerpolders
Op het platteland van de Zuidelijke IJsselmeerpolders heerst eenzelfde situatie als in de Noordoostpolder; hier was de verdeling echter nog gelijkmatiger en is de invloed van de omringende streektalen nog zwakker. Toen deze polders in de jaren zestig en zeventig bewoond raakten hadden de meeste mensen behalve een radio inmiddels ook een televisie, waarop uiteraard veel Algemeen Nederlands te horen was. Bovendien was in die dagen de uitspraak van het Nederlands op radio en tv normatiever dan nu. De bevolking van de plaatsen Dronten, Biddinghuizen, Swifterbant en Zeewolde lijkt dit Nederlands vrijwel volkomen te hebben overgenomen. Scholtmeijer stelde in zijn onderzoek dat deze plaatsen daarmee 'het nieuwe Haarlem' zijn geworden: er is geen plaats in Nederland waar men 'zuiverder', dat wil zeggen dichter bij het Algemeen Nederlands staand Nederlands spreekt.
In de steden Lelystad en Almere overheerst weer wel een duidelijk accent: men spreekt er Amsterdams. De bevolking van die steden werd dan ook niet zorgvuldig geselecteerd maar is voornamelijk verhuisd vanuit Amsterdam. Terwijl het Amsterdams in de Amsterdamse volksbuurten sterk op zijn retour is doordat deze wijken in meerderheid door allochtonen bewoond worden, is het vooral in Almere volop te horen.